# 萬虞愷
萬虞愷（1505年—1588年），字懋卿，號楓潭（楓塘），江西南昌府南昌縣人，民籍，明朝政治人物。

## 生平
嘉靖十年（1531年）辛卯科江西鄉試第八十六名舉人，十七年（1538年）戊戌科会试第一百三十九名，三甲一百七十名進士。授無錫縣知縣。二十二年十二月擢授南京兵科給事中，出為山東布政司參議，歷福建按察司副使、貴州右參政、湖廣按察使、福建右布政使、山西左布政使，四十年閏五月升南京都察院右僉都御史、提督操江兼管巡江，右副都御史，升南京都察院右副都御史總督漕儲，所至著政績。四十二年三月升南京刑部右侍郎，四十四年三月以考察致仕，卒年八十四。

## 家族
曾祖萬景星；祖父萬必昌；父萬廣載，母傅氏；繼母李氏。具庆下。兄虞託、虞詩、弟虞瑞、虞鄰。
有子萬廷言，嘉靖進士，學者。孫萬建崑，萬曆進士。